# 19437 Jennyblank
19437 Jennyblank è un asteroide della fascia principale. Scoperto nel 1998, presenta un'orbita caratterizzata da un semiasse maggiore pari a 2,7798180 UA e da un'eccentricità di 0,1337299, inclinata di 5,20559° rispetto all'eclittica.